# James Shields (giocatore di baseball)
James Anthony Shields (Newhall, 20 dicembre 1981) è un giocatore di baseball statunitense di ruolo lanciatore, free agent dal 29 ottobre 2018.

## Carriera
Nella sua carriera liceale ha giocato presso la William S. Hart High School dove fu eletto Los Angeles Times' Valley Player of the Year nel 1999.
In quell'anno chiuse con un record di 11 vittorie e nessuna sconfitta, una media PGL (ERA) di 2.35 e 125 strikeout in 71.1 riprese lanciate.
Ottenne successivamente una borsa di studio per la Louisiana State University.
Venne selezionato nel sedicesimo turno del draft MLB 2000 dai Tampa Bay Devil Rays. Nello stesso anno venne nominato dalla rivista Baseball America fra i sedici migliori prospetti futuri.

### Major League
Shields ha esordito nella MLB il 31 maggio 2006, al Camden Yards di Baltimora contro i Baltimore Orioles, sin dall'esordio ricoprendo il ruolo di lanciatore partente.
Nel 2011 è stato premiato con la convocazione per l'All-Stars Game.
In carriera è stato eletto per due volte lanciatore del mese. Ha vinto la classifica delle shutout (partita completa senza subire punti) nel 2008 (2) e nel 2011 (4), e quelle delle partite complete nel 2011 (11).
In carriera, al termine della stagione 2012, è leader di tutti i tempi dei Rays in strikeout (1250), in partenze (217), riprese lanciate (1454.2), partite complete (19), shout-out (8) e in vittorie (87).
A dicembre 2012 è stato ceduto ai Kansas City Royals.

## Premi
- 1 convocazione all'All-Star Game (2011)
- 1º nell'American League per shut-out (2008, 2011)
- 1º nell'American League per partite complete (2011)